# Idomeneo di Lampsaco
Idomeneo di Lampsaco (in greco antico: Ἰδομενεύς Λαμψακηνός?, Idomenéus Lampsakēnós; 325 a.C. circa – 270 a.C. circa) è stato un filosofo greco antico epicureo.

## Biografia
Idomeneo fu amico e discepolo di Epicuro, ma non conosciamo ulteriori dettagli sulla sua vita, eccetto il fatto che sposò Batis di Lampsaco, la sorella di Metrodoro, e che era un dignitario di corte a Lampsaco intorno al 306-301 a.C.

## Opere
Conosciamo i titoli delle seguenti opere di Idomeneo: Storia di Samotracia (in greco antico: Ἱστορία τῶν κατὰ Σαμοθρᾴκην?), Sui socratici (in greco antico: Περὶ τῶν Σωκρατικῶν?), opera della quale sono sopravvissuti alcuni frammenti, Sui demagoghi ateniesi.
Riguardo a quest'opera di Idomeneo, anche se il titolo è una congettura dei moderni studiosi, è sicuro che trattasse le vicende di Pisistrato, Temistocle, Aristide, Pericle, Eschine, Iperide e Focione. Oggi viene generalmente ammesso che questi personaggi siano stati trattati da Idomeneo in un'unica opera in almeno due libri, a cui gli scrittori moderni hanno attribuito diversi titoli possibili: quelli usati più di frequente sono, appunto, Sui demagoghi di Atene (in greco antico: Περὶ τῶν Ἀθήνησιν δημαγωγῶν?) e la forma abbreviata Sui demagoghi (in greco antico: Περὶ δημαγωγῶν?).
Idomeneo, come provano le citazioni a noi pervenute, fu letto solo come biografo e, sebbene le sue biografie non fossero considerate autorevolissime, dovevano comunque essere di notevole interesse e dirette a un vasto pubblico, visto che si concentravano sulla vita privata di personaggi illustri, principalmente filosofi e politici, seguendo il solco della polemica anche personale inaugurata da Teopompoː ad esempio, riguardo a Focione, che peraltro nella tradizione è fortemente esaltato, Idomeneo evidenziava le sue origini basse, facendone un artigiano di pestelli, mentre di Eschine si riportavano la rozzezza delle origini e del comportamento in assemblea, addirittura negando che avesse studiato con i socratici; ancora, riguardo a Iperide si sottolineavano ripetutamente le sue relazioni con numerose etere, evidenziandone la promiscuità.